# Szügy
Szügy é um município da Hungria, situado no condado de Nógrád. Tem 19,5 km² de área e sua população em 2015 foi estimada em 1.349 habitantes.